# Alois Kemlink
Alois Kemlink (28. ledna 1779 Hradec Králové – 24. ledna 1859 Hradec Králové) byl dlouholetý císařský purkmistr v Hradci Králové v letech 1824–1848. Byl i přednostou kriminálního soudu.

## Rodina
Pocházel z rodu Kemlinků, který se od počátku 18. století postupně dostával ke královéhradecké elitě. V roce 1712 si Jiří Kemlink, Aloisův praděd a původně rolník v Roudničce, vzal za ženu dceru Václava Erharda Cejpa z Peclinovce z významné erbovní měšťanské rodiny Cejpů z Peclinovce.
Aloisův děd František Kemlink byl již měšťanem na Slezském Předměstí, tehdy u Hradce Králové.
Jeho otec Jan se narodil v roce 1754.
Alois si dne 20. dubna 1802 vzal za manželku Aloisii Gollovou, která pocházela z rodu Gollů. Byla dcerou měšťana Františka Golla a jejím bratrem byl MUDr. Adolf Goll, který působil jako krajský lékař v Hradci Králové. Mezi nejznámější příslušníky tohoto rodu se později zařadili historik Jaroslav Goll (1846–1929; Adolfův syn) a jeho vnučka herečka Nataša Gollová (1912–1988), rozená Hodáčová, která přijala umělecké jméno právě na počest svého dědečka.
Aloisovi synové vynikali ve sňatkové politice, díky níž se spojovali s dalšími významnými královéhradeckými rody, např. s rodem Waldeků či rodem z Isakovics.

## Studia
Vystudoval v gymnázium v Hradci Králové a poté práva na Univerzitě Karlově v Praze.

## Kariéra
Do státní služby nastoupil v roce 1803, tedy ve věku 24 let. Nejdříve 21 let působil jako magistrátní rada. V roce 1824 se dosavadní královéhradecký purkmistr Augustin Reichenbach stal majitelem rychmburského panství a královéhradecké purkmistrování převzal právě Alois Kemlink. V této funkci působil takřka čtvrt století do roku 1848. V kontextu majetku a určitých praktik vyvolával kontroverze. Na počátku 19. století byl na různě dlouhou dobu majitelem 12 nemovitostí ve vnitřním městě, což bylo v té době naprosto nevídané.
V době jeho úřadování se podařilo očkovat obyvatelstvo a ve velkém stavět silnice (do Třebechovic pod Orebem, přes Pouchov do Smiřic, přes Kukleny do Lázní Bohdaneč a do Přelouče i přes Kukleny do Svobodných Dvorů. Zasloužil se o výstavbu kanálů a městské dlažby na komunikacích. V letech 1835 a 1836 se také věnoval tomu, aby se požáry, které ve městě vznikly, dále nešířily. A podílel se na obnově Malého náměstí právě po požáru v roce 1836. Západní a severní strana domů byla zvýšena o jedno podlaží. Pomohl majitelům domů sehnat finance na tyto úpravy. Tím se zároveň vyřešil problém s nedostatkem bydlení ve městě.
Za jeho úřadování také proběhla návštěva města Ferdinanda I. Dobrotivého s manželkou, přičemž na celou akci osobně dohlížel. Následně dostal od krajského hejtmana Reyla zlatou medaili s korunkou. V roce 1840 ve městě uvítal i císařova bratra Františka Karla (otce Františka Josefa I.).
V roce 1839 se podařilo postavit v Hradci Králové nové městské divadlo, o což se zasloužila zejména trojice nejvýznamnějších mužů města: purkmistr Kemlink společně s krajským hejtmanem Vojtěchem Hrdličkou a polním maršálkem a velitelem pevnosti Wolfgangem Laimlem, rytířem z Dědiny.
Dne 27. června 1843 proběhla ve městě oslava 40 let působení Kemlinka na městských úřadech. Akce začala v devět hodin ráno v radniční síni a pokračovala mší v chrámu sv. Ducha. Měšťané mu k výročí věnovali stříbrný pohár s víkem, uvnitř pozlacený. Na jedné straně poháru je v kartuši znak města a na druhé straně anděl, který v pravé ruce drží štít s vavřínovým věncem. V levé ruce drží štít s nápisem XXXX připomínající právě čtyřicáté výročí. Pohár později věnovala Kemlinkova vnučka tehdejšímu městskému historickému muzeu (dnes Muzeum východních Čech) v Hradci Králové.
V roce 1845 koupil v dražbě statek čp. 142 ve Svobodných Dvorech.
Když bylo v roce 1833 bylo uděleno čestné měšťanství Václavu Klimentu Klicperovi, slavnostní přípitek pronesl právě Alois Kemlink.
Kemlink opustil purkmistrovský úřad po 24 letech, a to na vlastní žádost k 1. listopadu 1848. Novým prozatímním purkmistrem se stal Vojtěch Svoboda, který dříve působil jako purkmistr v Mělníku. Ten byl také posledním císařským purkmistrem, protože již od roku 1851 byl zaveden nový samosprávný systém s voleným purkmistrem.
Zemřel na zápal plic dne 24. ledna 1859. Na pouchovském hřbitově byl pohřben o čtyři dny později, v den nedožitých 80. narozenin. Pohřbu se účastnilo velké množství lidí. Rakev nesli střídavě měšťané, ostrostřelci a obchodníci.

## Majetek
Alois Kemlink za svůj život získal velký majetek. Jen v Hradci Králové byl majitelem 11 právovárečných domů. Navíc dále vlastnil živnosti na dalších místech východních Čech: v Pardubicích, Polici, Rovni, Vlčkovicích a také v současných částech Hradce Králové Pileticích, Malšovicích, Novém Hradci Králové. Vlastnil rovněž lihovar zvaný Pálenka ve Svobodných Dvorech.
Jmění získával z živností, cihelen, lihovaru a dále zejména díky tomu, že půjčoval lidem peníze. V té době totiž ještě nebyl v Hradci Králové (stejně jako ve většině dalších českých měst) žádný ústav, kde by si lidé mohli půjčit peníze.

## Zajímavosti
Pohřben byl na pouchovském hřbitově.
O Kemlinkovi vydal monografii Ludvík Domečka, dlouholetý ředitel muzea v Hradci Králové.